# 克莉絲汀·阿奎萊拉 (專輯)
《克莉絲汀·阿奎萊拉》（Christina Aguilera）是美國歌手克莉絲汀·阿奎萊拉的首張錄音室專輯，於1999年8月24日發行。專輯包含了三支冠軍單曲〈瓶中精靈〉、〈少女情懷〉及〈來到我身邊〉，還有克莉絲汀為迪士尼電影《花木蘭》演唱的主題曲〈心湖倒影〉。這張專輯令克莉絲汀獲得共三項葛萊美獎提名，最終成功摘下2000年最佳新人。

## 內容

### 專輯簡介
1998年，17歲的克莉絲汀·阿奎萊拉為迪士尼動畫電影《花木蘭》錄製了主題曲〈心湖倒影〉，這首歌成為克莉絲汀個人的首支單曲。〈心湖倒影〉獲得成功後，克莉絲汀被RCA唱片的高層Ron Fair相中簽約，並開始籌備錄製她的首張錄音室專輯《克莉絲汀·阿奎萊拉》。
首支主打單曲〈瓶中精靈〉用了五周的時間就在告示牌百大單曲榜得到第一名，亦成功令《克莉絲汀·阿奎萊拉》登上告示牌專輯榜第一名。第二支單曲〈少女情懷〉亦在1999年底登上單曲榜第一名。專輯最後一支單曲〈來到我身邊〉在2000年發行後，成為《克莉絲汀·阿奎萊拉》的第三首冠軍單曲。
《克莉絲汀·阿奎萊拉》在美國發行首周銷量達252,800張，最終專輯在美國售出900萬張，在全球一共售出1400萬張。

### 樂壇地位
1999年克莉絲汀成為美國家傳戶曉的歌手，數首冠軍單曲和專輯的暢銷，使她成為當年最火熱的新進歌手之一；同一年美國還有另一位火熱的新人小甜甜布蘭妮，率先推出了第一張專輯《愛的初告白》，媒體便開始將克莉絲汀封為布蘭妮的頭號對手。

## 歌曲列表
| #   | 歌名                                  | 中文譯名     | 曲長 |
| --- | ------------------------------------- | ------------ | ---- |
| 1.  | Genie in a Bottle                     | 瓶中精靈     | 3:36 |
| 2.  | What a Girl Wants                     | 少女情懷     | 3:33 |
| 3.  | I Turn to You                         | 芳心歸處     | 4:33 |
| 4.  | So Emotional                          | 感性時刻     | 4:00 |
| 5.  | Come on Over Baby (All I Want Is You) | 來到我身邊   | 3:10 |
| 6.  | Reflection                            | 心湖倒影     | 3:33 |
| 7.  | Love for All Seasons                  | 愛在每個季節 | 3:59 |
| 8.  | Somebody's Somebody                   | 某人的心上人 | 5:03 |
| 9.  | When You Put Your Hands on Me         | 你手放我心   | 3:35 |
| 10. | Blessed                               | 祝福         | 3:06 |
| 11. | Love Will Find a Way                  | 愛的出口     | 3:56 |
| 12. | Obvious                               | 顯然         | 3:59 |

## 外部連結
1. ↑  歌曲譯名來源 （页面存档备份，存于）